# Listă de crustacee din Republica Moldova
Lista crustaceelor din Republica Moldova cuprinde peste 320 de specii, cele mai numeroase fiind cladocerele, copepodele și amfipodele. [Lista este incompletă]

## ClasaBranchiopoda

### Ordinul Notostraca

#### Familia Triopsidae
- Triops cancriformis (Schäffer,  1766)

#### OrdinulCladocera
În total 95 de specii:

##### FamiliaSididae
2 specii:
- Sida cristalina
- Diaphonosoma brachyurum

##### FamiliaDaphinidae
23 specii:
- Daphnia magna
- Daphnia pulex
- Daphnia cuculata
- Daphnia cristata
- Daphnia longispina
- Ceriodaphnia reticulata
- Ceriodaphnia affinis
- Ceriodaphnia rotunda
- Ceriodaphnia pulchella
- Ceriodaphnia quadrangula
- Moina macrocopa
- Moina micrura
- Moina rectirostris

##### FamiliaBosminidae
1 specie:
- Bosmina longirostris

##### FamiliaChyrdoridae
39 specii din 16 genuri:
- Chydorus ovalis
- Chydorus latus
- Chydorus globosus
- Pleuroxus aduncus
- Alona rectangula
- Alona costata
- Alona affinis
- Alona guttata
- Alona quadrangula
- Alonella nana
- Alonella excisa
- Rhynchotalona rostrata
- Rhynchotalona falcata

##### FamiliaLeptodoridae
1 specie:
- Leptodora kindtii

## ClasaOstracoda

### SubclasaPodocopa

#### OrdinulPodocopida
- Condona rostrata
- Condona neglecta

##### FamiliaCyprididae
- Cypridopsis vidua

## ClasaMaxillopoda

### SubclasaBranchiura

#### OrdinulArguloida

##### FamiliaArgulidae
- Argulus foliaceus G.O. Sars, 1897

### SubclasaCopepoda
În Moldova se întâlnesc 103 specii de copepode.

#### OrdinulCalanoida
13 specii:

##### FamiliaTemoridae
- Heterocope caspia G.O. Sars, 1897

##### FamiliaPseudodiaptomidae
- Calanipeda aquae-dulcis

##### FamiliaDiaptomidae
- Eudiaptomus vulgaris
- Eudiaptomus gracilis
- Eudiaptomus graciloides
- Eudiaptomus coeruleus

#### OrdinulCyclopoida
36 de specii din 39 genuri:

##### FamiliaCyclopidae
- Eucyclops serrulatus
- Eucyclops macrurus
- Eucyclops macruroides
- Eucyclops phaleraus
- Cyclops vicinus
- Cyclops strenuus
- Cyclops insignis
- Acanthocyclops vernalis
- Acanthocyclops bicuspidatus
- Acanthocyclops crassicaudus
- Acanthocyclops viridis
- Acanthocyclops serrulatus
- Acanthocyclops bisetous

##### Familia Lernaeidae
- Lernaea cyprinacea (Linnaeus, 1758)

#### OrdinulHarpacticoida
20 specii:
- Onychocampus mohammed (Blanch and Richard, 1891)

##### FamiliaCanthocamptidae
- Bryocamptus mohamed
- Bryocamptus wejdowskyi
- Bryocamptus minutus
- Canthocampfus staphylinus
- Mesochra lilljeborgi

##### FamiliaEctinosomatidae
- Ectinosoma abrau

##### FamiliaDarcythompsoniidae
- Horsiella brevicornis

##### FamiliaCletodidae
- Limnocletodes behningi

##### FamiliaNannopodidae
- Nannopus palustris

##### FamiliaAmeiridae
- Nitocra incerta
- Nitocrella hibernica
- Nitocrella divaricata
- Nitocrella lacustris

##### FamiliaMiraciidae
- Schizopera paradoxa

##### FamiliaTachidiidae
- Tachidius litoralis

#### OrdinulPoecilostomatoida

##### FamiliaErgasilidae
- Ergasilus siebold (Nordmann, 1832)

## ClasaMalacostraca

### SubclasaEumalacostraca

#### OrdinulMysidacea
8 specii:

##### FamiliaMysidae
- Hemimysis anomala
- Limnomysis benedeni
- Katamysis varpachowskyi
- Paramysis baeri
- Paramysis lacustris
- Paramysis kessleri
- Paramysis intermedia
- Paramysis baeri

#### OrdinulCumacea
6 specii:

##### FamiliaPseudocumatidae
- Pterocuma pectinata
- Pseudocuma cercaroides

#### OrdinulIsopoda
2 specii:

##### FamiliaAsellidae
- Asellus aquaticus

##### FamiliaJaniridae
- Jaera sarsi

#### OrdinulAmphipoda
32 de specii din 3 familii:

##### FamiliaGammaridae
26 specii:
- Chaetogammarus ischnus
- Chaetogammarus warpachowskyi
- Gammarus balcanicus
- Gammarus lacustris
- Gammarus kischineffensis (Schellenberg, 1937)
- Dikerogammarus haemobaphes
- Dikerogammarus villosus
- Pontogamarus obesus
- Pontogammarus robustoides
- Pontogamarus crassus

##### FamiliaCorophiidae
5 specii:
- Corophium curivispinum
- Corophinum chelicorne

##### FamiliaTalitridae
1 specie:

#### OrdinulDecapoda

##### FamiliaAstacidae
- Astacus leptodactylus

##### FamiliaPalaemonidae
- Macrobrachium nipponense (De Haan, 1849)